# Josef von Wurzian

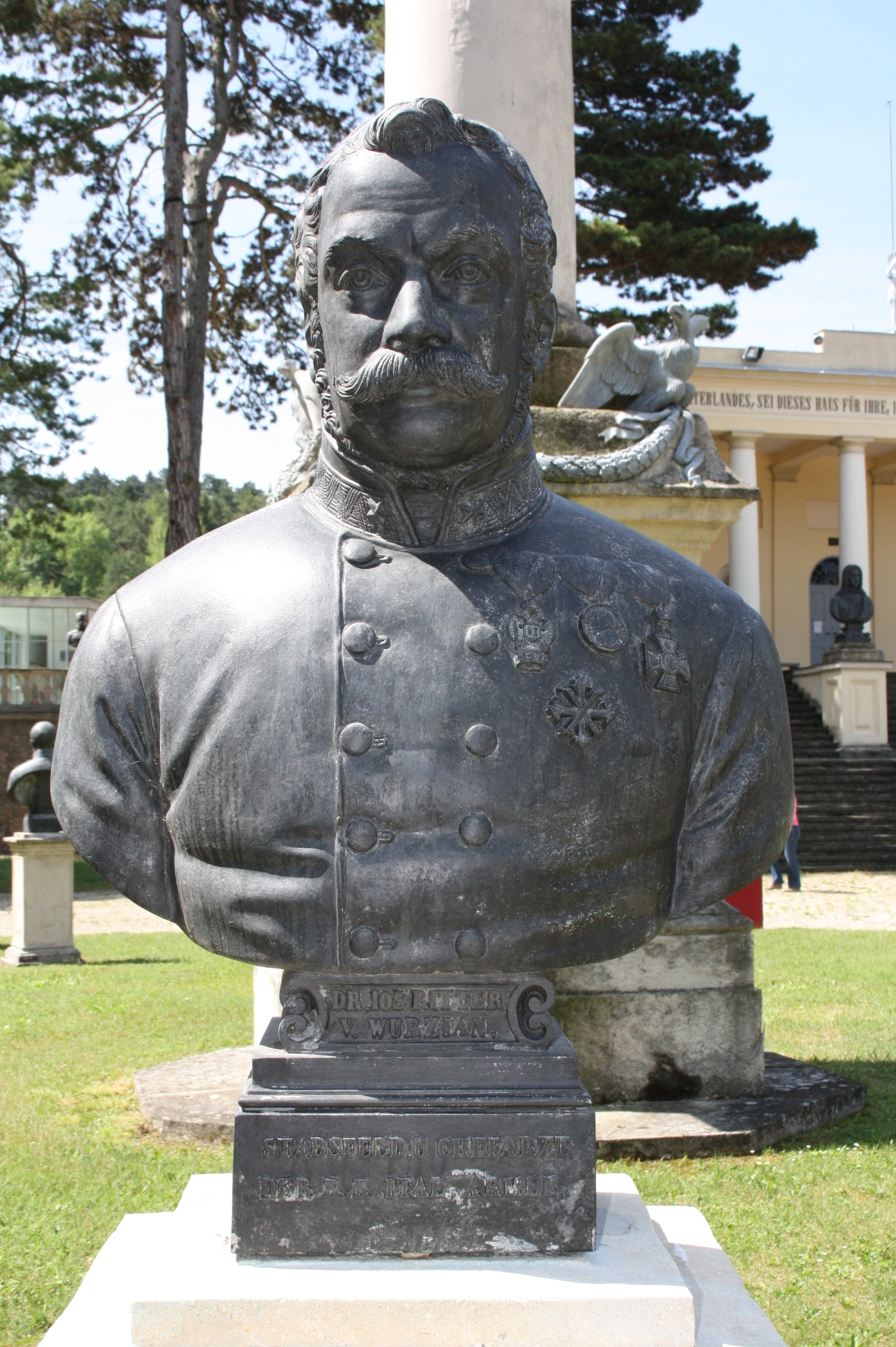
Büste von Wurzians in der Gedenkstätte Heldenberg

Josef Wurzian, ab 1850 Ritter von Wurzian (* 9. März 1806 in Windisch-Feistritz, Untersteiermark; † 27. Mai 1858 wohl in Wien) war Leibarzt des österreichischen Feldmarschalls Josef Graf Radetzky.

## Biografie
Wurzian war der Sohn des Arztes Prof. Lorenz Wurzian († 1848 in Bergamo) und dessen Ehefrau Elisabeth († 1831). Er studierte Medizin am Josephinum in Wien. Ab 1. Juli 1826 diente er in der k.k. Armee als medizinischer Gehilfe im Infanterie-Regiment Nr. 30, anschließend durchlief er als Unter- und Oberarzt verschiedene Regimenter, bis er im Jahr 1836 zum Regimentsarzt beim Kürassier-Regiment „Graf Auersperg“ Nr. 5 befördert wurde.
Im Jahr 1845 wurde er dem Feldmarschall Graf Radetzky zugeteilt, am 27. Mai 1848 zum quasi Stabsarzt und am 16. Mai 1849 zum wirklichen Stabsarzt ernannt. Hier hatte er die Leitung des Sanitätswesens während des italienischen Feldzugs inne. Unter anderem nahm er auch an der Schlacht bei Novara (1849) teil.
Aufgrund seiner Verdienste in diesem Feldzug wurde er am 14. Juli 1849 mit dem Orden der Eisernen Krone III. Klasse ausgezeichnet. Nach Verleihung dieses Ordens wurde er am 21. März 1850 in Wien als „Ritter von Wurzian“ in den erblichen österreichischen Ritterstand erhoben. Bereits am 30. November 1848 hatte er die große Goldene Zivil-Verdienstmedaille erhalten.
Am 8. Dezember 1851 wurde er zum Oberstabsarzt 2. Klasse und schließlich am 6. Oktober 1855 zum Oberstabsarzt 1. Klasse befördert.
Wurzian war Radetzky sehr verbunden. Als der Feldmarschall im Januar 1858 in Mailand verunglückte und sein Leichnam in einem Sarg auf einer Kanonen-Lafette ähnlich einer Prozession von Mailand nach Österreich überführt wurde, saß Wurzian als Ehrengeleit den gesamten Weg über vorn neben dem Kutscher. Dabei zog er sich eine schwere doppelseitige Lungenentzündung zu, an deren Folgen er kurz darauf in Wien verstarb.
In der Gedenkstätte Heldenberg (Niederösterreich), der Grabstätte Radetzkys, ist eine Büste Wurzians neben denen anderer Teilnehmer des Italien-Feldzugs aufgestellt. Teile seines Nachlasses sowie ein großformatiges Porträt von ihm befinden sich im Heeresgeschichtlichen Museum in Wien.
Wurzian war Ehrenmitglied der medizinischen Fakultät der Karl-Ferdinands-Universität in Prag. Er war der Urgroßvater von Alfred von Wurzian.